# 驫木駅
驫木駅（とどろきえき）は、青森県西津軽郡深浦町大字驫木字扇田（おうぎた）にある、東日本旅客鉄道（JR東日本）五能線の駅である。

## 歴史
- 1934年（昭和9年）12月13日：開業[2][4]。
- 1987年（昭和62年）4月1日：国鉄の分割民営化により、東日本旅客鉄道の駅となる[4]。
- 2008年（平成20年）12月：駅舎改修工事が完了。
- 2010年（平成22年）4月1日：管理駅が深浦駅から五所川原駅に変更となる。
- 2024年（令和6年）10月1日：えきねっとQチケのサービスを開始[1][5]。

## 駅構造

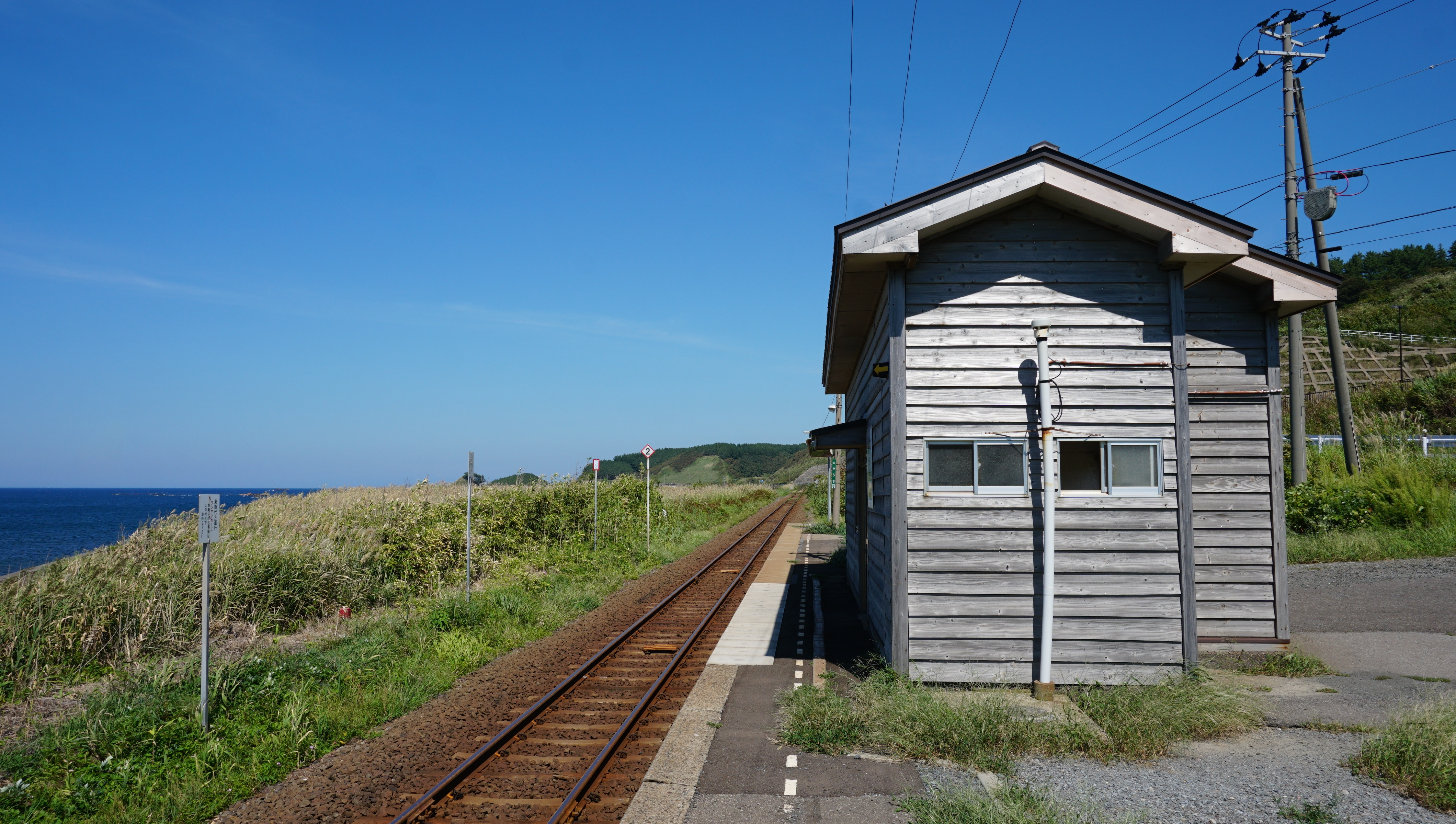
ホーム（2019年9月）

単式ホーム1面1線を持つ地上駅である。弘前統括センター（五所川原駅）管理の無人駅である。
駅舎は1951年（昭和26年）に建てられた木造で、待合室のみである。駅舎内に「驫木駅 思い出ノート」が設置されている。
日にち毎のホームから見える夕日の方向を示した「夕焼け暦」と夕日時計がホーム北側部分に設置され、ホームから日本海に沈む夕日が眺められることで知られている。

## 駅周辺
- 驫木漁港
- 驫木郵便局
- 国道101号[2][3]

## その他
- JRのトクトクきっぷ「青春18きっぷ」の宣伝ポスター（2002年〈平成14年〉春期）に登場した[3][6]。そのポスターに「日本海が迫る小さくて素朴な駅舎、驫木という名前にも味わいがあり、旅情を誘うたたずまいがある」とのキャッチコピーが記載されていた[3]。
- 2023年（令和5年）のJR東日本のCM「東北へ篇」で驫木駅が登場している。
- 「驫」は日本の駅名に使用されている漢字の中で最も画数が多い（30画）。
- 元々「驫木」は周辺の集落名で、由来は、波の音・瀬の音が轟き、3頭の馬も驚いたというところからだという。
- ホームには日時計と、夕焼け暦（その日にホームから見える夕日の方角を示したもの）が置かれている。
- 男はつらいよ 奮闘篇（第7作）に、さくら（倍賞千恵子）が驫木駅に降り立つシーンが登場する。マドンナの太田花子（榊原るみ）は驫木出身の設定。花子のシーンでは、1970年（昭和45年）当時の旧駅舎と五能線が登場する。

## 隣の駅
東日本旅客鉄道（JR東日本）
■五能線
□快速
通過
■普通
追良瀬駅 - 驫木駅 - 風合瀬駅